# Cédric Fleureton
Cédric Fleureton (Lyon, 7 november 1973) is een Frans triatleet uit Lyon. Hij is op 20-jarige leeftijd begonnen met triatlons. In zowel 2005 als 2006 werd hij tweede op het Europees kampioenschap triatlon op de olympische afstand.

## Persoonlijke records
- 1500 m zwemmen - 18.08
- 10 km hardlopen - 30.24

## Belangrijke prestaties
- 2003: 6e wereldbeker Madrid
- 2003:  ITU wereldbekerwedstrijd Athene
- 2004:  ITU wereldbekerwedstrijd Cancún
- 2005:  XTerra Italië
- 2005: 8e wereldbeker Madrid
- 2005: 4e wereldbeker Peking
- 2005:  EK triatlon op de olympische afstand (Lausanne)
- 2005: 7e WK olympische afstand in Gamagōri - 1:50.32
- 2006:  EK triatlon op de olympische afstand (Autun)
- 2006:  XTerra Frankrijk
- 2009: 44e EK olympische afstand in Holten - 1:51.41